# Veyrier
Veyrier (toponimo francese) è un comune svizzero di 11 540 abitanti del Canton Ginevra; ha lo status di città.

## Geografia fisica
Secondo l'Ufficio federale di statistica, Veyrier occupa 6,46 km². Il 50,4% di questa superficie corrisponde a zone abitate con presenza di infrastrutture, il 33,2% a zone agricole, il 13,8% a superfici boschive e il 2,6% a superfici improduttive.

## Origini del nome
Le radici della parola Veyrier sono molteplici, ma il suffisso -ier mostra l'origine latina del termine. In latino "Viriacum", deriva probabilmente dalla parola variacum, che designava una zona il cui proprietario veniva chiamato "Varius". Le regioni limitrofe presentano nomi della stessa origine, come il comune di Troinex ("Tracinacum") o la frazione Vessy ("Vetius" o "Vescius").

## Storia
Dal suo territorio nel 1817 è stata scorporata la località di Troinex, divenuta comune autonomo. Il 31 ottobre 2010 è divenuta l'undicesima città del cantone, con 10 019 abitanti.

## Monumenti e luoghi d'interesse

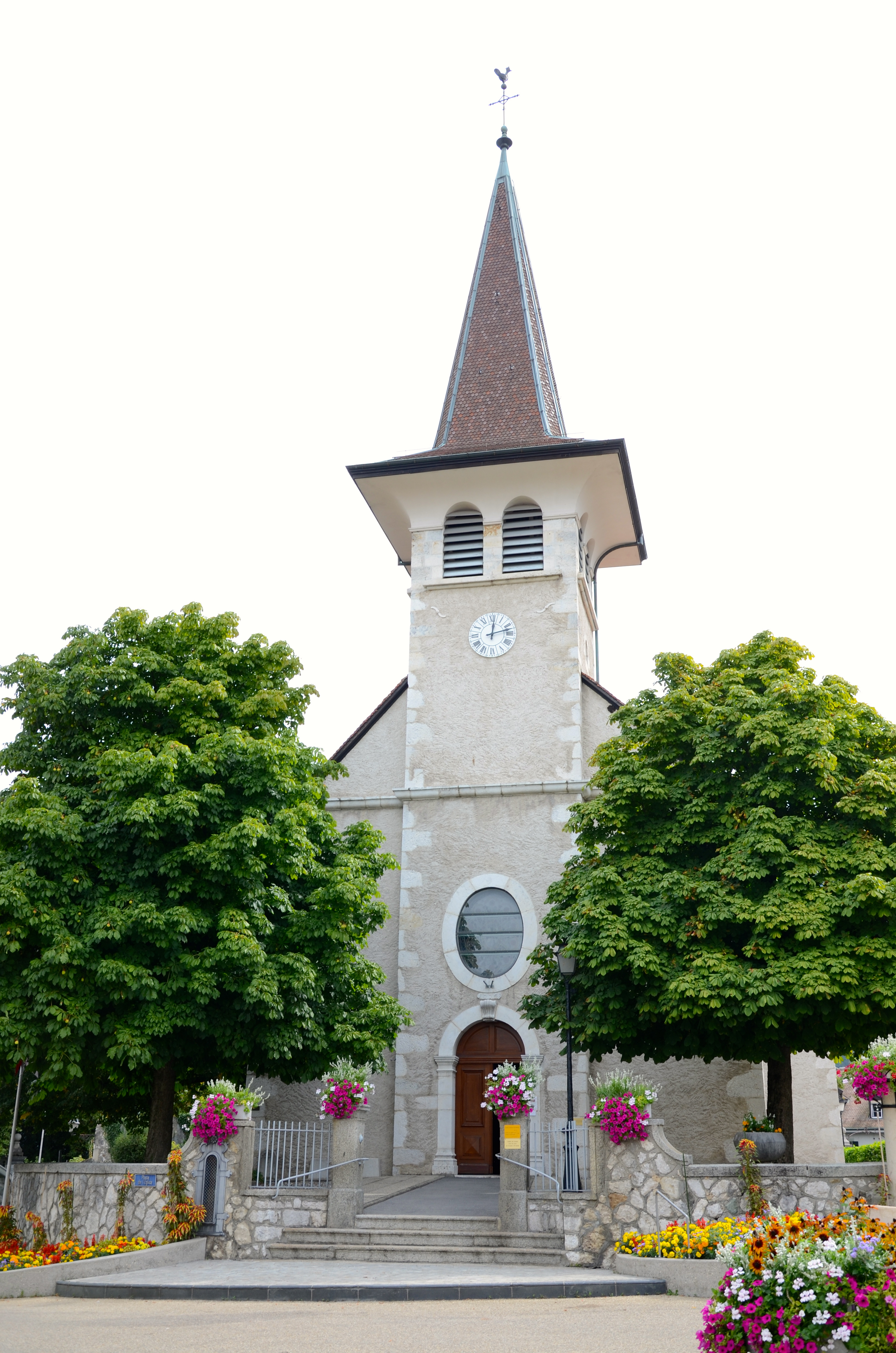
La chiesa di San Maurizio

- Chiesa cattolica di San Maurizio, attestata dal 1201 e ricostruita nel XVIII secolo[2].

## Società

### Evoluzione demografica
L'evoluzione demografica è riportata nella seguente tabella:
Abitanti censiti

### Lingue e dialetti
| %     | Ripartizione linguistica (gruppi principali) |
| ----- | -------------------------------------------- |
| 5,8%  | madrelingua tedesca                          |
| 81,8% | madrelingua francese                         |
| 1,8%  | madrelingua italiana                         |

## Geografia antropica

### Frazioni e quartieri

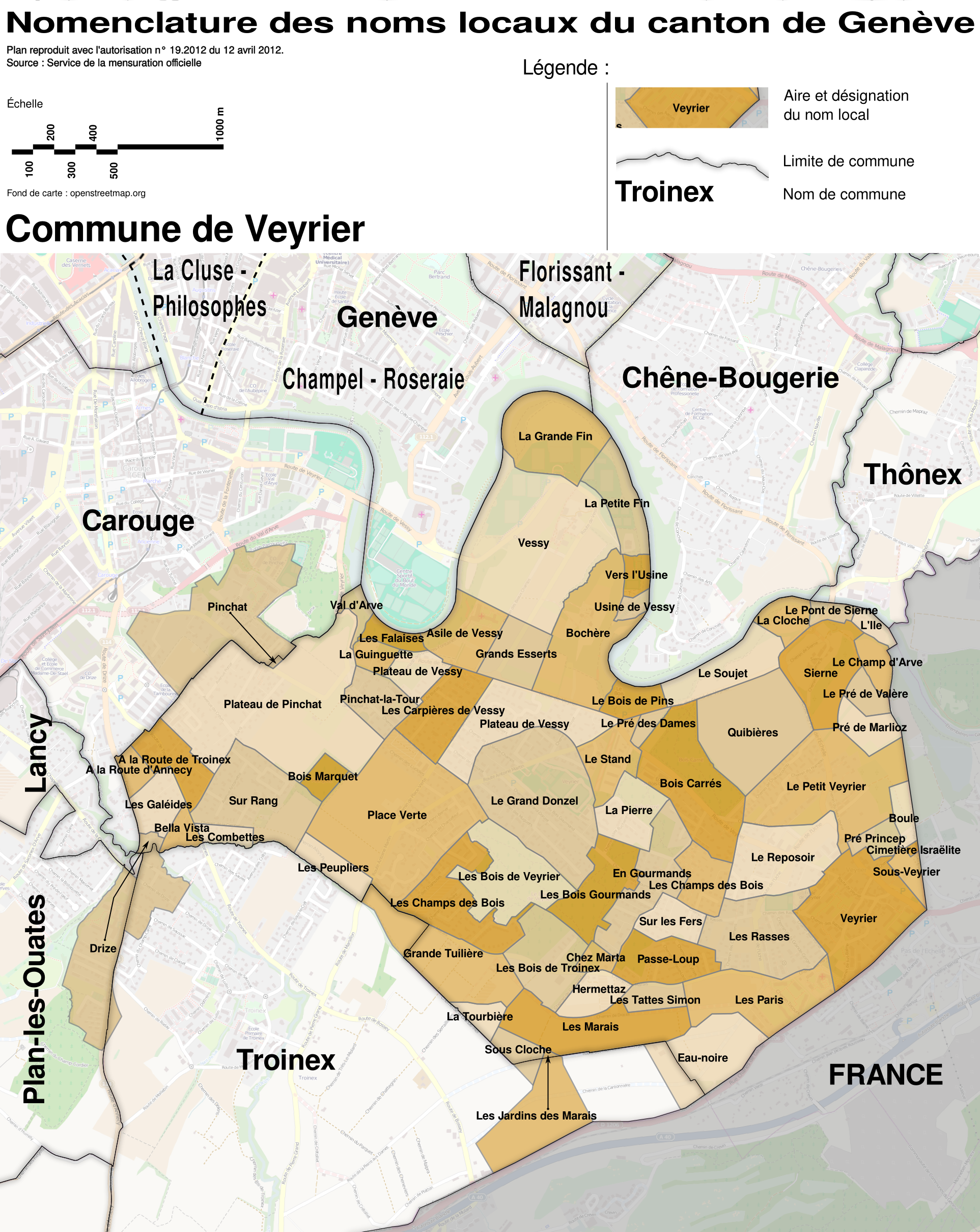
Località del comune di Veyrier

Le frazioni e i quartieri di Veyrier sono:
- Le Petit-Veyrier
- Sierne
- Pinchat
- Vessy

## Amministrazione
Ogni famiglia originaria del luogo fa parte del comune patriziale che ha la responsabilità della manutenzione di ogni bene comune. La città di Veyrier è diretta, come tutti i comuni del cantone con più di 3 000 abitanti, da un consiglio d'amministrazione (esecutivo) eletto ogni quattro anni e composto da tre membri; ciascuno a sua volta detiene la carica di sindaco per un anno. Il ramo legislativo (consiglio comunale), eletto anch'esso ogni quattro anni, è composto da 25 membri e si riunisce circa 10 volte l'anno, oltre alle numerose riunioni di commissione.